# Каленич
Каленич (на сръбски: Каленић) е православен манастир край село Рековац в централна Сърбия. Основан е от протовестиария на Богдан през 1407 – 1413 година. През 1979 година е обявен за паметник на културата от изключително значение.Художникът Радослав произхожда от манастира Каленич